# Episodi di Yo-kai Watch

Il logo della serie.

Questa è una lista degli episodi di Yo-kai Watch, serie televisiva anime realizzata da Oriental Light and Magic e basato sull'omonimo videogioco per Nintendo 3DS sviluppato da Level-5.
In Giappone la serie è stata trasmessa dall'8 gennaio 2014 al 30 marzo 2018 su TX Network (TV Tokyo) mentre in Italia è stata trasmessa da Cartoon Network dal 5 aprile 2016 al 31 agosto 2018, interrompendosi all'episodio 101, mentre in chiaro, in versione censurata, su Boing dal 12 settembre 2016.

## Stagioni
| Nº | Titolo                  | Episodi | Trasmissione | Trasmissione | Pubblicazione                    | Fonti |
| Nº | Titolo                  | Episodi | Giappone     | Italia       | Giappone                         | Fonti |
| 1  | Prima stagione          | 1-76    | 2014-2015    | 2016-2017    | 28 maggio 2014 18 dicembre 2015  | [ 4 ] |
| 2  | Seconda stagione        | 77-150  | 2015-2016    | 2018         | 18 dicembre 2015 26 luglio 2017  | [ 4 ] |
| 3  | Terza stagione          | 151-214 | 2017-2018    | -            | 26 luglio 2017 25 luglio 2018    | [ 4 ] |
| 1  | Yo-kai Watch Shadowside | 1-49    | 2018-2019    | 2025-2026    | 26 settembre 2018 24 luglio 2019 | [ 5 ] |
| 1  | Yo-kai Watch (2019)     | 1-36    | 2019         | 2026 2028    | 25 settembre 2019 27 maggio 2020 | [ 6 ] |

### Stagioni Italia
- Stagione 1: 26 episodi (1-26), trasmessa dal 5 aprile 2016 all'8 novembre 2016.
- Stagione 2: 50 episodi (27-76), trasmessa dal 27 marzo 2017 al 9 dicembre 2017.
- Stagione 3: 25 episodi (77-101), trasmessa dal 16 aprile al 31 agosto 2018.